# Агустин Марчесин
Агустин Федерико Марчесин (шп. Agustín Federico Marchesín; Сан Кајетано, 16. март 1988) је аргентински фудбалер који тренутно наступа за Гремио из Порто Алегреа. Игра на позицији голмана.

## Успеси
Ланус
- Копа судамерикана  (1) : 2013.[4]

Сантос Лагуна
- Прва лига Мексика  (1) : 2015. Клаусура[5]
- Кампеон де Кампеонес  (1) : 2014/15.[6]

Америка
- Прва лига Мексика  (1) : 2018. Апертура[7]
- Куп Мексика  (1) : 2019. Клаусура[8]
- Кампеон де Кампеонес  (1) : 2018/19.[9]
- Суперкуп Мексика: (финале: 2017)[10]

 Порто
- Прва лига Португалије (2) : 2019/20,[11] 2021/22.[12]
- Куп Португалије  (2) : 2019/20,[13] 2021/22.[14]
- Лига куп Португалије: (финале: 2019/20)[15]
- Суперкуп Португалије  (2) : 2020,[16] 2022.[17]

 Аргентина
- Копа Америка (1) :  2021,[18]  2015,[19]  2019.[20]

Појединачни
- Награда Убалдо Фиљол за најбољег голмана Прва лига Аргентине: 2012.[21]
- Најбољи голман Прве лиге Мексика: 2015/16,[22] 2018/19.[23]
- Најбољи играч Прве лиге Мексика: 2015. Клаусура[24]
- Идеални тим Прве лиге Мексика: 2015. Клаусура,[24] 2017. Апертура,[25] 2018. Апертура,[26] 2018. Клаусура[27]
- Голман месеца у Првој лиги Португалије: август 2019,[28] септембар 2019,[29] октобар/новембар 2019,[30] децембар 2019.[31]
- Идеални тим Прве лиге Португалије: 2019/20.[32]
- Најбољи голман Прве лиге Португалије: 2019/20.[33]